# Лілла-Вертан
59°21′01″ пн. ш. 18°07′32″ сх. д. / 59.350277777778° пн. ш. 18.125555555556° сх. д.
Лілла-Вертан (швед. Lilla Värtan) — протока у Стокгольмі, Швеція. 
Відокремлює материкову частину Стокгольма від острова та муніципалітету Лідінгьо, прямує від Юргордена на півдні до Стора-Вертан на півночі,посередені до нього приєднується Стоксундет. 
Над протокою перекинути два мости, які разом називаються Лідінгебрун.
Більшість берегів протоки, зайнято промисловими підприємствами, поромними терміналами та нафтовими резервуарами в районі гавані Вертагамнен, природні пляжі збереглися як у південному, так і в північному кінці протоки, а протока є частиною Королівського національного міського парку. 

Найпоширенішими видами риб є балтійський оселедець, морська форель, лосось. 
Стаціонарні риби-хижаки: щука звичайна та окунь мають велике забруднення ртуті. 

Ця територія вважається важливим місцем зимівлі кількох видів птахів: лебедь, лиска звичайна, попелюх, чернь чубата мартин звичайний, мартин чорнокрилий, нерозень та крячок річковий. 

Рослинність на береговій лінії Лілла-Вертан: вільха, плакун верболистий, валер'яна лікарська, вербозілля крапчасте, очеретянка звичайна, костриця очеретяна, барвінок малий і далекосхідна гречка сахалінська. 

Рівні важких металів та органічних відходів високі в придонному мулі, а рівень поживних речовин – високий у воді. 

Рівень фосфору становив 29 мкг/л в 2005 році 